# Ниагара-он-те-Лейк
Ниага́ра-он-те-Лейк (англ. Niagara-on-the-Lake) — канадский город, расположенный около места, где река Ниагара впадает в озеро Онтарио в районе Ниагара на юге Онтарио. На противоположном берегу реки Ниагара находится Янгстаун (Нью-Йорк).